# بتل‌شیپ کلاس نورماندی
بتل‌شیپ کلاس نورماندی (به انگلیسی: Normandie-class battleship) یک کلاس از کشتی است که طول آن ۱۷۶٫۶ متر (۵۷۹ فوت ۵ اینچ) می‌باشد.